# Paulo Valdir Ferreira
Paulo Valdir Ferreira  (Pouso Alegre, 19 de abril de 1971), mais conhecido como Dr. Paulo, é um médico e político brasileiro. Atualmente é deputado estadual, reeleito em 2022 pelo Patriota e membro do PRD desde 2023, após a fusão de seu partido anterior com o PTB.
Nas eleições de 2018, foi candidato a deputado pelo Patriota e foi eleito com 48.927 votos. 